# Zona 14 (Ciudad de Guatemala)
Zona 14, es una de las 25 zonas en las que se divide la Ciudad de Guatemala, según el acuerdo establecido durante el gobierno del político Jacobo Árbenz en 1952, esta zona destaca por ser una zona residencial exclusiva y por su gran concentración de edificios de gran altura. El sistema de zonas que existe actualmente fue creado por el ingeniero Raúl Aguilar Batres, quien fue el jefe de planificación de la municipalidad en esa administración y en las posteriores. La Zona 14, se ubica a una distancia de 9 kilómetros de la Plaza de la Constitución. 
Los límites de esta zona se definen a partir de la intersección del bulevar “Tecún Umán” y la avenida “Las Américas” hacia el Obelisco, luego hacia el sur hasta la colonia Elgin y unirse a la avenida “Hincapié” hasta el puente “Shangrilá” y recorriendo el río Pinula hasta la 20 calle y el Acueducto de Pinula hasta el punto de origen.

## Zonificación de la ciudad
Durante la alcaldía de Mario Méndez Montenegro (1945-1949), Aguilar Batres fue regidor municipal. En 1949 fue elegido como alcalde su amigo, el ingeniero Martín Prado Vélez, quien nombró a Aguilar Batres como jefe del Departamento de Planificación de la Municipalidad de Guatemala; durante esta época desarrolló los siguientes proyectos:
- Propuso la división de la ciudad en 25 zonas ubicadas en espiral alrededor de la zona central para facilitar el crecimiento de la ciudad, en donde se estableció que la zona 14 abarcaría de la 20 Calle a Colonia Elgin y de Avenida de Las Américas a La Villa de Guadalupe.
- Diseñó una enumeración sistemática de las calles, denominando los caminos que conducen de norte a sur como «avenidas», y los que conducen de oeste a este como «calles». Números con guion serían asignados a cada edificio o vivienda según el camino transversal más cercano y la distancia en metros desde tal camino; posteriormente el sistema fue adoptado por otras ciudades guatemaltecas, como Quetzaltenango.
- Proyectó las vías para lo que luego sería el Centro Cívico de la ciudad.
- Trabajó en la prolongación definitiva de la 6.ª avenida sur y el enlace de la avenida Bolívar con las denominadas «cinco calles»[b]
- Trazó la Avenida de las Américas, y para la cual se negó a la presión de los constructores para que la avenida fuera más estrecha.
- Planificó el anteproyecto del Anillo Periférico y sus ramificaciones, pero este proyecto se desarrolló hasta casi veinte años después.
- Diseñó una «máquina sistematizadora de impulsos eléctricos», parecida a un semáforo, la cual funcionó por un tiempo en el crucero de la 20 calle y 6.ª avenida sur de la zona 1.

A Aguilar Batres también se le debe el proyecto de la ampliación de la ciudad de Guatemala hacia el sur, el cual impulsó a mediados del siglo xx, en un período de aproximadamente 15 años.
| «En forma totalmente original, adoptó un sistema cartesiano, utilizando las calles y avenidas como coordenadas de referencia. La división de la ciudad en zonas fue un corolario del sistema numérico... la resultante fue una esprial como el eje directriz cuya línea puede crecer en forma expansiva e indefinida.» —Eduardo Aguilar Arrivillaga Hijo de Raúl Aguilar Batres |

## Demografía

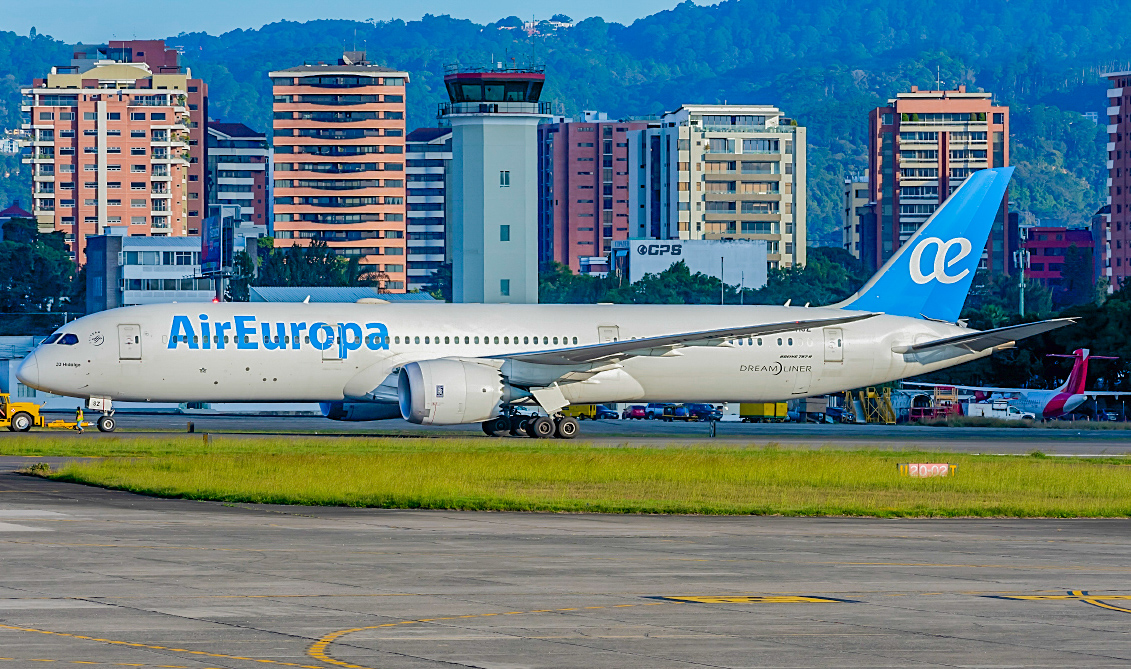
Vista hacia la Zona 14 desde el Aeropuerto Internacional La Aurora.

A pesar de que la Zona 14 de la Ciudad de Guatemala cuenta con una alta concentración de edificios residenciales de gran altura y aunque forma parte del distrito central de negocios de la ciudad, tiene una densidad poblacional de 36 habitantes por hectárea, lo que representa un 37% por debajo del promedio ponderando para todas las zonas del municipio en conjunto.

## Geografía

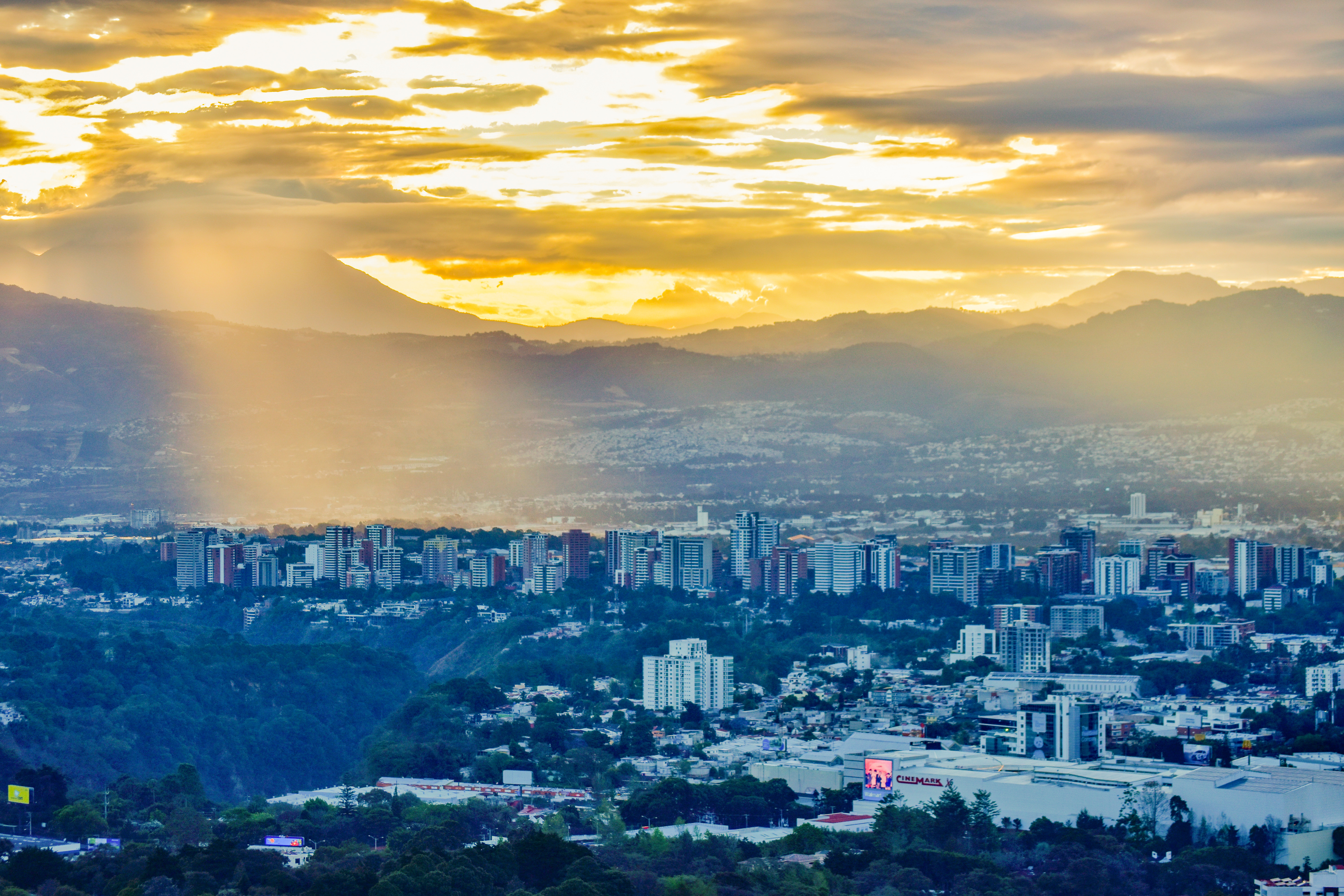
Zona 14, vista desde Santa Catarina Pinula.

La Zona 14 está ubicada en el área sur del «valle de la Ermita» con alturas que varían entre los 1450-1550 (m s. n. m.) y las temperaturas medias oscilan entre los 10 y 25 °C.
- Altitud: 1.500 metros.
- Latitud: 14º 57' 83" N   * Longitud: 90° 51' 82" O

La zona está completamente rodeada por zonas y municipios del departamento del mismo nombre:
| Noroeste: Zona 9  | Norte: Zona 10     | Noreste: Santa Catarina Pinula |
| Oeste: Zona 13    |                    | Este: Santa Catarina Pinula    |
| Suroeste: Zona 13 | Sur: Villa Canales | Sureste: Santa Catarina Pinula |

### Atracciones
La Avenida Las Américas que es una continuación de la Avenida Reforma, fue trazada a finales del siglo XIX y su nombre se debe a la formación de la Organización de Estados Americanos el 30 de abril de 1948. Actualmente es una de las avenidas de la ciudad con mayor cantidad de monumentos y plazas.

#### Monumentos
- Monumento al llamado libertador de América, Simón Bolívar.
- Monumento al Dr. Rafael Ángel Calderón.
- Monumento a José Cecilio del Valle.
- Monumento a Benito Juárez.
- Monumento a Cristóbal Colón.

#### Plazas
- Plaza Berlín.
- Plaza Ecuador.
- Plaza Uruguay.
- Plaza Perú.
- Plaza República Dominicana.
- Plaza Nicaragua.
- Plaza Argentina.
- Plaza Chile.
- Plaza Colombia.
- Plaza Cuba.
- Plaza Canadá.

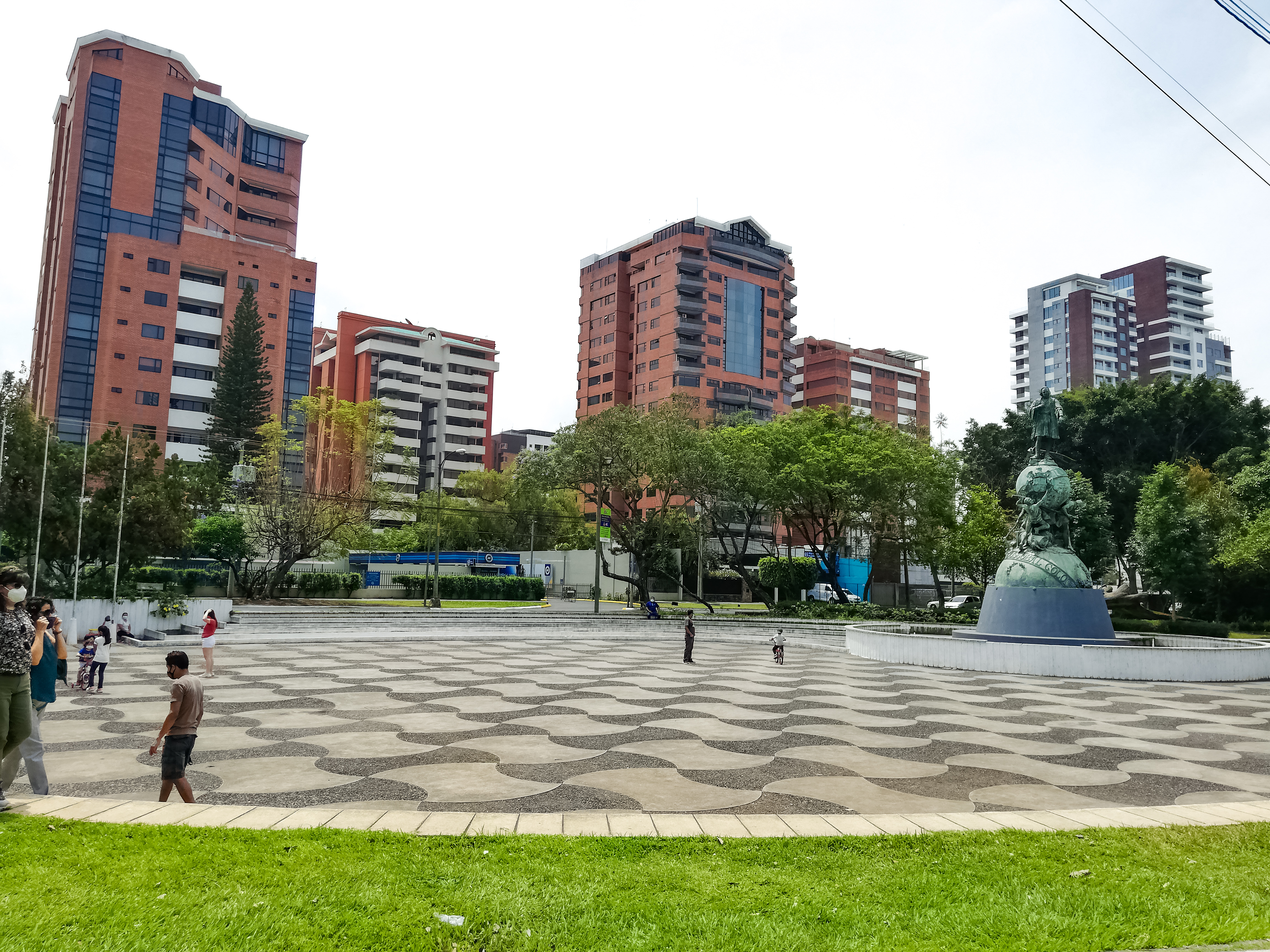
Plaza Colón ubicada en la Zona 14.

- Plaza Central de las Américas representada por Cristóbal Colón.
- Plaza a Juan Pablo II.

#### Pasos y pedales

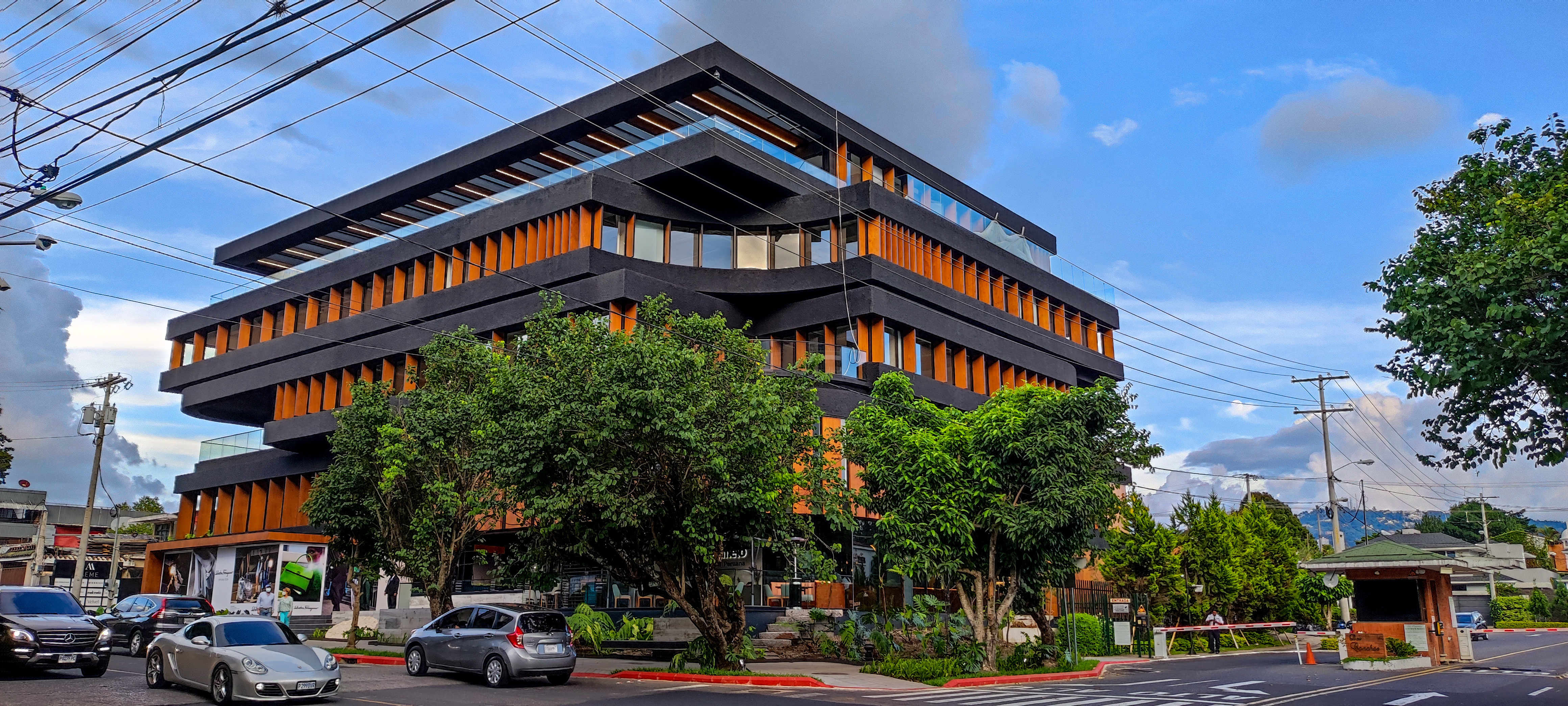
Centro Comercial ubicado en la Zona 14.

La Zona 14 es visitada por un promedio de 15,000 personas cada domingo por las actividades que realiza la Municipalidad de Guatemala, dicha actividad denominada Pasos y Pedales se realiza desde el 2001 en donde la avenida Las Américas se convierte en un parque lineal donde los visitantes pueden transitar libremente por el área, trotando, montando bicicleta o con mascotas y amigos. El paso vehicular se restringe en esta zona para mayor seguridad de los peatones.
La Ciudad de Guatemala promueve la participación en diferentes actividades recreativas, deportivas y culturales, Pasos y pedales las Américas funciona todos los domingos en horario de 10:00 a 14:00 horas, durante ese tiempo las actividades que incluyen ciclismo, caminatas y conciertos son reguladas por agentes de la Policía Municipal de Tránsito, Policía Municipal y personal municipal que supervisan y establecen orden entre todas las personas. Otras actividades como juegos de ajedrez, clases de danza y Taichí también se llevan a cabo.